# Кейнонен, Хели
Хе́ли Ке́йнонен (фин. Heli Keinonen, род. 5 апреля 1943, Йоэнсуу, Финляндия) — финская певица.

## Биография
Родилась в городе Йоэнсуу — столице финской провинции Северная Карелия. Первоначально играла на банджо, однако позже освоила гитару. В 1966 году записала свой дебютный сингл, в который вошли восточно-карельские народные песни — «Ajettih da tsignaiset» и «Ruskie neičyt, valgie neičyt». Первоначально запись планировалась на студии Fazer finnlevy, возглавляемой в то время знаменитым финским композитором Тойво Кярки; однако Кярки не поверил в успех карельских народных песен. Поэтому сингл был выпущен лейблом Scandia. В том же году был выпущен второй сингл, также состоявший из двух восточно-карельских песен — «Itkey neiŝyt» и «Laskettakkua brihat hebot». Вскоре после этого Хели записывает пролетарские песни, наиболее известные из которых — «Kuolemaantuomitun hyvästijättö» и «Sotaorvon vala». Также певица приняла участие в записи альбома Маури Антеро Нумминена «In Memorian» и Лассе Мортенсона «Voiko sen sanoa toisinkin».
В 1980-е годы Кейнонен изучает арабский язык в Судане и принимает ислам. В настоящее время[когда?] она работает преподавателем арабского языка в Финляндии.

## Источник
- Тони Латва; Петри Туунайнен: Iskelmän tähtitaivas: 500 suomalaista viihdetaiteilijaa. Хельсинки: WSOY, 2004. ISBN 951-0-27817-3.